# حبیب‌الله غالب
حبیب‌الله غالب (زاده ۱۷ ثور/اردیبهشت ۱۳۱۸ ولسوالی کوهستان - ولایت کاپیسا درگذشت ۱ حمل/فروردین ۱۳۹۳) سیاستمدار افغانستانی و وزیر پیشین عدلیه افغانستان در دولت دوم حامدکرزی بود.

## زندگی‌نامه
حبیب‌الله غالب زاده ۱۷ ثور/اردیبهشت ۱۳۱۸ در روستای قاضی خیل ولسوالی کوهستان ولایت کاپیسا بود. تحصیلات دوره ابتدایی خود را در مدرسه گلبهار ولایت پروان به پایان رسانید و برای ادامه تحصیلات به مدرسه ابو حنیفه رفت و در سال ۱۳۳۷ از آن مدرسه فارغ شد. وی تحصیلات خویش را در دانشکده شرعیات دانشگاه کابل ادامه داد و توانست در ۱۵ قوس/آذر ۱۳۴۱ مدرک لیسانس خود را کسب کرد. وی برای تکمیل تحصیلات خود در سال ۱۳۴۵ به کشور مصر رفت و دوره ماستری/فوق لیسانس خود را در دانشکده فقه و قانون دانشگاه الازهر قاهره در رشته مقایسه فقه و قانون به اتمام رساند. وی که به دنبال ثبت رساله دکترای خود تحت عنوان قانونیت جرم و جزا بود، قبل از دفاع از رساله خویش و به تقاضای وزارت عدلیه وقت آن را نیمه تمام گذاشت و به افغانستان بازگشت.

### فعالیت‌ها
- مشاور ریاست قانون گذاری و ریاست امور دپارتمانهای انستیتوت قانون‌گذاری.
- نایب تحقیق و عرایض لوی څارَنوال/دادستانی کل (ارتقاء به درجه قانونوال).
- ۱۳۵۷: دستگیری و مدتی در حبس بود.
- رئیس تقنین/قانون‌گذاری وزارت عدلیه در دولت موقت حکومت مجاهدین.
- ۱۳۷۳: معاون دادستانی کل.

پس از طالبان:
- عضو و رئیس بورد مشورتی، حقوقی، عدلی رئیس‌جمهور.
- عضو کمیسیون مستقل اصلاحات عدلی و قضائی.
- رئیس کمیته ریفورم قوانین.
- از اعضای کنفرانس رم، بن، گردهمایی قانون اساسی.

## درگذشت
وی در ۱ حمل/فروردین ۱۳۹۳ به دلیل کهولت سن درگذشت.